# Герб Долинської
Герб Доли́нської — офіційний символ міста Долинська Кіровоградської області, затверджений рішенням № 238 10-ї сесії Долинської міської ради V скликання 28 березня 2007 року (розроблений Кіровоградським обласним відділенням Українського Геральдичного Товариства).

## Історія
На початку  80-х років XX століття в Долинській оголошувався конкурс на створення гербу міста. Матеріали конкурсу були узагальнені художником В. Бутенком у Кіровоградському обласному художньо-виробничому комбінаті. У 1986 році був виготовлений значок міста Долинської, на якому було зображено тепловоз в обрамлені дубового листя і зернового колосся, але до затвердження даної пропозиції гербом справа не дійшла.

## Опис герба
|  | У синьому полі золота башта та золота база, завершена чорною подвійною балкою. |

## Пояснення символіки
Залізнична водонапірна башта є специфічною архітектурною пам'яткою Долинської, вона тісно пов'язана з історією міста. Вежа в геральдиці застосовується як класичний атрибут міського статусу.
Чорна подвійна балка символізує залізничну колію і разом з баштою характеризує місто Долинська як залізничну станцію — саме залізниці місто і зобов'язане своїм виникненням.
Синій (лазурний) колір у герба служить ознакою гідності та чесності, золото — багатства, благородства та високого положення, одним із геральдичних значень чорного кольору є пильність.
Поєднання синього із золотом радість або веселість, синього з чорним — готовність до миру (миролюбність), чорного з золотом — честь і довге життя.
Щит прикрашено бароковим картушем та увінчано срібною міською короною.